# 美少女戦士セーラームーン THE 20TH ANNIVERSARY MEMORIAL TRIBUTE
『美少女戦士セーラームーン THE 20TH ANNIVERSARY MEMORIAL TRIBUTE』（びしょうじょせんしセーラームーントゥエンティースアニバーサリーメモリアルトリビュート）は、日本の漫画『美少女戦士セーラームーン』のトリビュート・アルバムである。2014年1月29日、キングレコードより発売された。
『美少女戦士セーラームーン20周年プロジェクト』の一環として発売された。ジャケットイラストは原作者である武内直子描きおろしとなっているほか、店舗特典は主要人物が描きおろされたポストカードとなっている。

## 収録曲
1. ムーンライト伝説 [2:53]
作詞：小田佳奈子、作曲：小諸鉄矢、編曲：近藤研二、歌：ももいろクローバーZ
※有安杏果が卒業後の4人バージョンは、「月色Chainon」（2021年）に収録
2. HEART MOVING [3:41]
作詞：津島義昭、作曲：さとうかずお、編曲：浅倉大介、歌：中川翔子
3. プリンセス・ムーン [4:11]
作詞：武内直子、作曲：さとうかずお、編曲：小西康陽、歌：福原遥
4. 乙女のポリシー [4:24]
作詞：芹沢類、作曲：永井誠、編曲：やくしまるえつこ・Jimanica、歌：やくしまるえつこ
5. ラ・ソウルジャー(La Soldier) [4:43]
作詞：冬杜花代子、作曲：小坂明子、編曲：shunsaku okuda、歌：Tommy heavenly6
6. 愛の戦士 [3:49]
作詞：芹沢類、作曲：樫原伸彦、編曲：酒井ミキオ・寺岡呼人、歌：後藤まりこ×アヴちゃん（女王蜂）
7. タキシード・ミラージュ [3:36]
作詞：武内直子、作曲：小坂明子、編曲：菊田大介、歌：ももいろクローバーZ
※有安杏果が卒業後の4人バージョンは、「月色Chainon」（2021年）に収録
8. “らしく”いきましょ [3:36]
作詞：武内直子、作曲：水野雅夫、編曲：齋藤真也、歌：桃井はるこ
9. セーラースターソング [3:56]
作詞：武内直子、作曲：荒木将器、編曲：佐橋俊彦、歌：堀江美都子
10. 風も空もきっと… [6:10]
作詞・作曲：上田知華、編曲：Jimanica、歌：川本真琴
11. ムーンライト伝説 (仏語Ver.)（ボーナストラック） [3:20]
作詞：小田佳奈子、訳詞：Clementine・Jelly Yamazaki・Yasuko Fujimori、作曲：小諸鉄矢、編曲：Ko Hirano、歌：クレモンティーヌ